# Ларс Хелге Биркеланд
Ларс Хелге Биркеланд (норв. Lars Helge Birkeland; Тенсберг, 11. фебруар 1988) норвешки је биатлонац.
На Светском првенству 2012. био је тридесет девети у појединачном на 20 km, а 2013. четрдесет четврти.
На Европском првенству 2014. освојио је злато у спринту, сребро у потери и са штафетом, а 2015. је дошао до сребра у спринту и бронзе у потери.
На Светском првенству 2017. заузео је девето место у појединачном на 20 km.
На Олимпијским играма у Пјонгчану 2018. освојио је сребро са мушком штафетом, а такмичио се и у појединачном на 20 km где је заузео шездесето место.